# 梅普爾鎮區 (堪薩斯州考利縣)
梅普爾鎮區（英語：Maple Township）為美國堪薩斯州考利縣轄下的鎮區。2010年美国人口普查中該鎮區人口有716人。

## 地理
梅普爾鎮區涵蓋面積90.92平方（35.10平方英里），境內無城市。

### 墓園
根據美國地質調查局的資料，此鎮區擁有2座墓園：
- 雷德巴德墓園（Red Bud Cemetery）
- 斯塔瓦利墓園（Star Valley Cemetery）

### 溪流
通過此鎮區的溪流有：
- 昆溪（Coon Creek）

## 人口統計
根據2010年美國人口普查，梅普爾鎮區人口有716人，住房307戶，人口密度為7.87人/每平方公里。此鎮區居民之種族中，白人佔94.69%，非裔美國人佔0%，美洲原住民佔0.7%，亞裔美國人佔0.28%，太平洋島裔美國人佔0%，其他種族佔0.28%，混血種族則佔4.05%。而西班牙裔或拉丁裔美國人佔此鎮區人口的3.07%。

## 外部連結
- City-Data.com （页面存档备份，存于）